# Tuğba Palazoğlu
Emine Tuğba Palazoğlu  (nacida el 4 de diciembre de 1980 en Bolu, Turquía) es una exjugadora de baloncesto turca. Con 1.72 metros de estatura, jugaba en la posición de escolta.